# Sellrain
Sellrain è un comune austriaco di 1 347 abitanti nel distretto di Innsbruck-Land, in Tirolo.